# Pałac w Wojcieszowie z 1870 r.
Pałac w Wojcieszowie z 1870 r. (niem. Lestgut / Elbel) – zabytkowy pałac w Wojcieszowie, w mieście, w województwie dolnośląskim, w powiecie złotoryjskim, położone nad rzeką Kaczawą, w Górach Kaczawskich w Sudetach Zachodnich.

## Opis
Piętrowy pałac zbudowany w 1870 r. w stylu neorenesansowej willi na planie kwadratu, kryty wielospadowym czterospadowym dachem mansardowym z lukarnami. Główne wejście w czterokolumnowym portyku. Prowadzą do niego schody. Od strony ogrodu również schody i loggia z tarasem. Obiekt jest częścią zespołu pałacowego, w skład którego wchodzi jeszcze park krajobrazowy ze stawem o powierzchni 2,67 ha oraz folwark (niem. (niem. Lest).Obecnie Specjalny Ośrodek Szkolno-Wychowawczy (ul. Miedziana 1).

## Inne
- Pałac Niemitz w Wojcieszowie
- Pałac w Wojcieszowie Dolnym
- Pałac w Wojcieszowie Górnym
- Pałac w Wojcieszowie Górnym z XVIII w.